# Абсолон, Карел
Карел Абсолон (чеш. Karel Absolon; 16 июня 1877, Босковице — 6 октября 1960, Брно) — чешский учёный-историк, спелеолог и геолог. Внук выдающегося чешского учёного Йиндржиха Ванкеля.

## Биография
Во время своего обучения в пражском Карловом университете К. Абсолон проводил геолого-спелеологические исследования в районах Моравского Карста. В 1907 году получил степень доктора наук по физической геологии и с 1908 года являлся управляющим зоологическим собранием Моравского музея в Брно. В 1926 году К. Абсолон стал внештатным профессором, а с 1927 — профессором палеоантропологии и зоогеографии в Карловом университете.
Профессор К. Абсолон вёл научные изыскания по зоологии, спелеологии, геоморфологии, палеонтологии и археологии. По окончании университета продолжал геологические изыскания в районах Моравского карста. Этот регион учёный систематически изучал и картографировал. Он также исследует ряд моравских пещер: Пекарна, Мацоха и другие. Совместно с археологом Богуславом Климой К. Абсолон занимается раскопками неподалёку от городка Пршедмости, возле города Пршеров, в одноимённом районе, где были обнаружены древнейшие стоянки первобытного человека на территории Моравии, а также в Ондратице, Отаславице и Дольни-Вестонице.
К. Абсолон работал также в карстовых районах Англии, Франции и на Балканах. В общей сложности исследователь осмотрел и изучил более 2000 пещер; он является автором нескольких сотен научных статей в специализированных журналах, а также ряда монографий.